# Абакумова Варвара Федорівна
Варвара Федорівна Абакумова (в шлюбі Доля) — ланкова колгоспу «Вперед» (поблизу Кизляра) Грозненської області, Герой Соціалістичної Праці.

## Біографія
Народилася 10 грудня 1925 року.
У 1941 році закінчила 7 класів і стала працювати в колгоспі «Вперед». Незабаром стала ланковою. У 1948 році ланка під керівництвом Абакумової отримала 179,8 центнера винограду з гектара. 17 вересня 1949 року Абакумовій присвоєно звання Героя Соціалістичної Праці з врученням ордена Леніна та золотої медалі «Серп і Молот». Надалі її ланка продовжувала показувати високі результати.
Абакумова згодом вступила в шлюб. Проживала в селі Вінсади Ставропольського краю.